# Toni Dragar
Toni Dragar, slovenski politik, * 7. maj 1961, Ljubljana, Slovenija.
Med letoma 2002 in 2006 je bil podžupan Občine Domžale.  
Leta 2006 je bil izvoljen za župana Občine Domžale. Za župana je bil ponovno izvoljen v letih 2010, 2014 in 2018.  
Od leta 2007 je član Državnega sveta Republike Slovenije.